# Hallie Ephron
Pour les articles homonymes, voir Ephron.
Hallie Ephron, née le 9 mars 1948 à Los Angeles, est une femme de lettres américaine, auteure de roman policier.

## Biographie
Hallie Ephron est la fille de Henry Ephron et de Phoebe Ephron et la sœur de Nora Ephron, de Delia Ephron et de Amy Ephron (en). Elle a fait des études au Barnard College.
En 2000, en collaboration avec Donald Davidoff, avec Amnesia, elle commence une série de cinq romans consacrée au Dr. Peter Zak, un psychologue juif à Boston.
Son ouvrage, Writing and Selling Your Mystery Novel: How to Knock 'em Dead with Style, est finaliste du prix Edgar-Allan-Poe 2006 du meilleur travail critique ou bibliographique.
En 2009, elle publie Never Tell a Lie avec lequel elle est finaliste du prix Mary Higgins Clark 2010. Ses quatre romans suivants le sont également.
En 2011, Never Tell a Lie est adapté en téléfilm sous le titre Grossesse en danger (And Baby Will Fall) réalisé par Bradley Walsh avec Anastasia Griffith, Brendan Fehr et Clea DuVall.

## Œuvre

### Romans signés Hallie Ephron
- Never Tell a Lie (2009)
  - Le Mensonge, France Loisirs (2009)  (ISBN 978-2-298-02436-4), Payot & Rivages, coll. « Payot suspense » (2010)  (ISBN 978-2-228-90535-0), LGF, coll. « Le Livre de poche » no 32154 (2011)  (ISBN 978-2-253-12842-7)
- Come and Find Me (2011)
- There Was an Old Woman (2013)
- Night Night, Sleep Tight (2015)
- You’ll Never Know, Dear (2017)
- Careful What You Wish For (2019)

### Romans signés G.H. Ephron

#### SériePeter Zak
- Amnesia (2000)
- Addiction (2001)
- Delusion (2002)
- Obsessed (2003)
- Guilt (2005)

### Autres ouvrages
- Writing and Selling Your Mystery Novel: How to Knock 'em Dead with Style (2005)
- 1001 Books for Every Mood (2008)
- The Bibliophile's Devotional (2009)
- Writing and Selling Your Mystery Novel: Revised and Expanded (2017)

## Prix et distinctions

### Nominations
- Prix Edgar-Allan-Poe 2006 du meilleur travail critique ou bibliographique pour Writing and Selling Your Mystery Novel: How to Knock 'em Dead with Style[2]
- Prix Mary Higgins Clark 2010 pour Never Tell a Lie[3]
- Prix Mary Higgins Clark 2012 pour Come and Find Me[3]
- Prix Mary Higgins Clark 2014 pour There Was an Old Woman[3]
- Prix Mary Higgins Clark 2016 pour Night Night, Sleep Tight[3]
- Prix Mary Higgins Clark 2018 pour You’ll Never Know, Dear[3]